# (34171) 2000 QZ34
2000 QZ34 (asteroide 34171) é um asteroide da cintura principal. Possui uma excentricidade de 0.09045410 e uma inclinação de 5.81677º.
Este asteroide foi descoberto no dia 26 de agosto de 2000 por Korado Korlević e Mario Juric em Visnjan.